# Brignolia ambigua
Espèce
Synonymes
- Opopaea ambigua Simon, 1893

Brignolia ambigua est une espèce d'araignées aranéomorphes de la famille des Oonopidae.

## Distribution
Cette espèce est endémique du Sri Lanka.

## Description
Le mâle décrit par Platnick, Dupérré, Ott et Kranz-Baltensperger en 2011 mesure 1,17 mm.

## Publication originale
- Simon, 1893 : Études arachnologiques. 25e Mémoire. XL. Descriptions d'espèces et de genres nouveaux de l'ordre des Araneae. Annales de la Société Entomologique de France, vol. 62, p. 299-330 (texte intégral).